# 2000년 하계 올림픽 레슬링
2000년 하계 올림픽 레슬링(영어: Wrestling at the 2000 Summer Olympics)은 2000년 하계 올림픽의 정식 종목으로 진행된 레슬링 경기로 2000년 9월 28일부터 10월 1일까지 오스트레일리아 시드니에서 열렸다.

## 경기장
- 시드니 전시 컨벤션 센터

## 메달 집계
| 순위 | 국가                         | 금메달 | 은메달 | 동메달 | 합계 |
| ---- | ---------------------------- | ------ | ------ | ------ | ---- |
| 1    | 러시아 (RUS)                 | 6      | 2      | 1      | 9    |
| 2    | 미국 (USA)                   | 2      | 2      | 3      | 7    |
| 3    | 쿠바 (CUB)                   | 1      | 3      | 1      | 5    |
| 4    | 대한민국 (KOR)               | 1      | 2      | 1      | 4    |
| 5    | 불가리아 (BUL)               | 1      | 1      | 0      | 2    |
| 6    | 튀르키예 (TUR)               | 1      | 0      | 1      | 2    |
| 7    | 스웨덴 (SWE)                 | 1      | 0      | 0      | 1    |
| 7    | 아제르바이잔 (AZE)           | 1      | 0      | 0      | 1    |
| 7    | 이란 (IRI)                   | 1      | 0      | 0      | 1    |
| 7    | 캐나다 (CAN)                 | 1      | 0      | 0      | 1    |
| 11   | 우크라이나 (UKR)             | 0      | 2      | 0      | 2    |
| 12   | 우즈베키스탄 (UZB)           | 0      | 1      | 0      | 1    |
| 12   | 일본 (JPN)                   | 0      | 1      | 0      | 1    |
| 12   | 카자흐스탄 (KAZ)             | 0      | 1      | 0      | 1    |
| 12   | 헝가리 (HUN)                 | 0      | 1      | 0      | 1    |
| 16   | 조지아 (GEO)                 | 0      | 0      | 3      | 3    |
| 17   | 그리스 (GRE)                 | 0      | 0      | 1      | 1    |
| 17   | 벨라루스 (BLR)               | 0      | 0      | 1      | 1    |
| 17   | 마케도니아 공화국 (MKD)      | 0      | 0      | 1      | 1    |
| 17   | 조선민주주의인민공화국 (PRK) | 0      | 0      | 1      | 1    |
| 17   | 중화인민공화국 (CHN)         | 0      | 0      | 1      | 1    |
| 17   | 핀란드 (FIN)                 | 0      | 0      | 1      | 1    |
| 합계 | 합계                         | 16     | 16     | 16     | 48   |

### 메달리스트

#### 남자 자유형
| 종목         | 금                                 | 은                                 | 동                                        |
| ------------ | ---------------------------------- | ---------------------------------- | ----------------------------------------- |
| 54kg 자세히  | 나미크 아브둘라예프 · 아제르바이잔 | 새미 헨슨 · 미국                   | 아미란 카르다노프 · 그리스                |
| 58kg 자세히  | 알리레자 다비르 · 이란             | 예우헨 부슬로비치 · 우크라이나     | 테리 브랜즈 · 미국                        |
| 63kg 자세히  | 무라트 우마하노프 · 러시아         | 세라핌 버르자코프 · 불가리아       | 장재성 · 대한민국                         |
| 69kg 자세히  | 대니얼 이갈리 · 캐나다             | 아르센 기티노프 · 러시아           | 링컨 매킬래비 · 미국                      |
| 76kg 자세히  | 브랜던 슬레이 · 미국               | 문의제 · 대한민국                  | 아뎀 베레케트 · 튀르키예                  |
| 85kg 자세히  | 아담 사이티예프 · 러시아           | 요엘 로메로 · 쿠바                 | 모가메트 이브라기모프 · 마케도니아 공화국 |
| 97kg 자세히  | 사기트 무르타잘리예프 · 러시아     | 이슬람 바이라무코프 · 카자흐스탄   | 엘다르 쿠르타니제 · 조지아                |
| 130kg 자세히 | 다비트 무술베스 · 러시아           | 아르투르 타이마조프 · 우즈베키스탄 | 알렉시스 로드리게스 · 쿠바                |

#### 남자 그레코로만형
| 종목         | 금                               | 은                         | 동                              |
| ------------ | -------------------------------- | -------------------------- | ------------------------------- |
| 54kg 자세히  | 심권호 · 대한민국                | 라사로 리바스 · 쿠바       | 강영균 · 조선민주주의인민공화국 |
| 58kg 자세히  | 아르멘 나자랸 · 불가리아         | 김인섭 · 대한민국          | 성쩌톈 · 중화인민공화국         |
| 63kg 자세히  | 바르테레스 사무르가셰프 · 러시아 | 후안 마렌 · 쿠바           | 아카키 차추아 · 조지아          |
| 69kg 자세히  | 필리베르토 아스쿠이 · 쿠바       | 나가타 가쓰히코 · 일본     | 알렉세이 글루시코프 · 러시아    |
| 76kg 자세히  | 무라트 카르다노프 · 러시아       | 맷 린들랜드 · 미국         | 마르코 윌리한눅셀라 · 핀란드    |
| 85kg 자세히  | 함자 예를리카야 · 튀르키예       | 바르도시 샨도르 · 헝가리   | 무흐란 바흐탄가제 · 조지아      |
| 97kg 자세히  | 미카엘 융베리 · 스웨덴           | 다비드 살다제 · 우크라이나 | 개릿 로니 · 미국                |
| 130kg 자세히 | 룰런 가드너 · 미국               | 알렉산드르 카렐린 · 러시아 | 드미트리 데벨카 · 벨라루스      |